# Lorenz Studer
Pour les articles homonymes, voir Studer.
Lorenz Studer, né le 6 mars 1966 est un médecin et neurobiologiste suisse à qui l'on doit notamment la mise au point des techniques de greffe de cellules souches dans le traitement de la maladie de Parkinson. Il est le fondateur et directeur du Center for Stem Cell Biology (Centre de biologie de la cellule souche) du Memorial-Sloan Kettering Cancer Center de New York.

## Biographie

### Formation et carrière
Lorenz Studer, né en Suisse, obtient son diplôme de médecine en 1991 et son doctorat en neurosciences en 1994 à l'Université de Berne. Là, il travaille avec Christian Spenger, au premier essai clinique de greffe de tissu fœtal pour la maladie de Parkinson en Suisse en 1995. L'année suivante, il a rejoint le laboratoire de Ronald McKay au National Institute of Health ( NIH ) pour étudier comment isoler, cultiver et différencier les cellules neurales pour produire des neurones qui restaurent la fonction cérébrale dans des modèles murins atteints de la maladie de Parkinson.
En 2000, Lorenz Studer déménage à New York où il lance son propre programme de recherche au Memorial-Sloan Kettering Cancer Center (MSKCC) en se concentrant sur l'étude des cellules souches et la réparation du cerveau. Il crée également le Sloan-Kettering Center for Stem Cell Biology et participe à un certain nombre de comités et d'initiatives de recherche sur les cellules souches, notamment la Tri-Institutional Stem Cell Initiative (une collaboration entre le Memorial-Sloan Kettering Cancer Center, l'Université Rockefeller, le Weill-Cornell Medical College ), la Fondation Michael J. Fox pour la recherche sur la maladie de Parkinson et la New York Stem Cell Foundation.
En 2016, Lorenz Studer  devient cofondateur scientifique de BlueRock Therapeutics, une société de biotechnologie qui développe des thérapies par cellules souches pluripotentes induites (iPSC) pour des maladies dégénératives telles que la maladie de Parkinson et l'insuffisance cardiaque. Son lancement est le produit d'une joint-venture entre Versant Ventures et Bayer AG, avec un investissement de 225 millions de dollars - l'un des plus importants financements de série A jamais réalisés pour une société de biotechnologie. En 2019, BlueRock a été acquis par Bayer AG, dans le cadre d'une transaction évaluée à 1 milliard de dollars.
Biologiste du développement, il est pionnier de la génération de neurones dopaminergiques du mésencéphale pour la transplantation et les applications cliniques. Son expertise en ingénierie cellulaire couvre un large éventail de cellules/tissus du système nerveux orienté vers la modélisation des maladies et l'exploration de la thérapie de greffe cellulaire. Actuellement, il est membre du programme de biologie du développement et du département de neurochirurgie du Memorial Sloan-Kettering Cancer Center et professeur de neurosciences au Weill Cornell Medical College de New-York.
En 2015, il bénéficie de la bourse MacArthur (également connue sous le nom de " Genius Grant ") pour ses recherches innovantes sur les cellules souches et la maladie de Parkinson.
La mise en œuvre de l'essai clinique de thérapie de greffe cellulaire de Lorenz Studer qui utilise des neurones dopaminergiques générés à partir de cellules souches embryonnaires/pluripotentes humaines pour la maladie de Parkinson serait le premier du genre. L'essai clinique, qui recrute déjà des patients, devrait recevoir l'autorisation de la FDA d'ici la fin de 2020, et commencer début 2021.
Plus récemment, Lorenz Studer a reçu une subvention de 8,95 millions de dollars de l'initiative Aligning Science Across Parkinson's (ASAP), en partenariat avec la Fondation Michael J. Fox . Le Memorial Sloan Kettering Cancer Center, où travaille Studer, est désigné comme le principal bénéficiaire de la subvention parmi les cinq qui se partageront le prix global.

### Recherche
En 1998, alors qu'il est au laboratoire de Ronald D. McKay au National Institutes of Health de Bethesda, Maryland, il développe des techniques qui facilitent la génération de cellules dopaminergiques, le type de cellule primaire affecté dans la maladie de Parkinson in vitro à partir de cellules précurseurs en division. Il démontre avec succès qu'après transplantation, ces neurones dopaminergiques nouvellement développés peuvent améliorer les symptômes cliniques chez des rats parkinsoniens modèles.
Au fil des ans, il développe une variété de nouvelles stratégies d'ingénierie cellulaire pour créer des types de cellules neurales spécifiques en culture. Plus particulièrement, il a conçu des protocoles de différenciation des cellules souches pluripotentes humaines dans les tissus neuraux et les crêtes neurales et pour la génération de neurones dopaminergiques fonctionnels en grande quantité. Dans des études à long terme, Lorenz Studer démontre que ces cellules ne sont pas cancérigènes, peuvent s'intégrer dans le cerveau de l'hôte et servir de neurones dopaminergiques fonctionnels dans la substantia nigra en remplacement de ceux qui meurent dans la maladie de Parkinson.
Les efforts de recherche actuels incluent également l'orientation du devenir et de l'âge des cellules souches pluripotentes humaines et l'utilisation de cellules souches pluripotentes comme outils pour modéliser des maladies humaines telles que la dysautonomie familiale, la maladie de Hirschsprung, les troubles neuro-développementaux tels que l'autisme, les maladies liées aux mélanocytes, ainsi que les mécanismes du vieillissement. Sur la recherche sur le vieillissement, il a également été parmi les premiers à manipuler l'âge cellulaire dans les lignées dérivées de pluripotentes.
D'autres contributions majeures incluent la différenciation dirigée des cellules souches embryonnaires avec transfert nucléaire et des cellules souches parthénogénétiques en types de neurones spécifiques. Son laboratoire est également le premier à démontrer le "clonage thérapeutique" dans un modèle murin d'un trouble du système nerveux central.
Dans l'ensemble, les recherches de Lorenz Studer sur des maladies neurologiques telles que la maladie de Parkinson et les applications cliniques des cellules souches, menées depuis des décennies, contribuent à faire progresser le domaine de la thérapie de greffe cellulaire. Il dirige également actuellement un consortium multidisciplinaire pour poursuivre l'application des neurones dopaminergiques dérivés de cellules souches humaines pour le traitement de la maladie de Parkinson.

### Récompenses et adhésions aux sociétés savantes
- Prix Louise et Allston Boyer du Jeune chercheur en recherche fondamentale, MSKCC (2005)
- Prix Annemarie Opprecht pour la recherche sur la maladie de Parkinson (2012) [11]
- Membre de la Société américaine d'investigation clinique (2014)
- Bénéficiaire du Programme de bourses MacArthur (2015) [6]
- Prix des cellules souches Ogawa-Yamanaka, Gladstone Institute (2017) [12]
- Prix Gabbay (2018)

## Sélection de publications
- Studer, Lorenz et Viviane Tabar. "Les greffes de la maladie de Parkinson bénéficient d'un facteur de croissance au bon moment." Nature (2020).
- Cornacchia, Daniela, et al. "La privation de lipides induit un état intermédiaire de pluripotence stable, naïf à amorcé dans les CSP humaines." Cell Stem Cell25.1 (2019): 120-136.
- Cederquist, Gustav Y., et al. "Spécification de l'identité de position dans les organoïdes du cerveau antérieur." Nature Biotechnology 37.4 (2019): 436-444.
- Kishinevsky, Sarah, et al. "Réseaux de chaperomes incorporant HSP90 en tant que biocapteur pour les voies liées à la maladie dans les neurones dopaminergiques du mésencéphale spécifiques au patient." Nature Communications 9.1 (2018) : 1-15.
- Fattahi, Faranak, et al. "Dérivation de lignées ENS humaines pour la thérapie cellulaire et la découverte de médicaments dans la maladie de Hirschsprung." Nature 531.7592 (2016) : 105-109.
- Tabar, Viviane et Lorenz Studer. "Cellules souches pluripotentes en médecine régénérative : défis et progrès récents." Nature Reviews Genetics 15.2 (2014): 82-92.
- Dincer, Zehra, Jinghua Piao, Lei Niu, Yosif Ganat, Sonja Kriks, Bastian Zimmer, Song-Hai Shi, Viviane Tabar et Lorenz Studer." Specification of Functional Cranial Placode Derivatives from Human Pluripotent Stem Cells" Cell Reports Volume 5, Issue 5, p1387–1402, 12 décembre 2013.
- Kriks, Sonja, Jae-Won Shim, Jinghua Piao, Yosif M. Ganat, Dustin R. Wakeman, Zhong Xie, Luis Carrillo-Reid et al. "Les neurones dopaminergiques dérivés de cellules ES humaines se greffent efficacement dans des modèles animaux de la maladie de Parkinson." Nature 480, non. 7378 (2011): 547-551.
- Chambers, Stuart M., Christopher A. Fasano, Eirini P. Papapetrou, Mark Tomishima, Michel Sadelain et Lorenz Studer. "Conversion neuronale hautement efficace des cellules ES et iPS humaines par double inhibition de la signalisation SMAD." Nature Biotechnology 27, non. 3 (2009) : 275-280.
- Tabar, Viviane, Mark Tomishima, Georgia Panagiotakos, Sayaka Wakayama, Jayanthi Menon, Bill Chan, Eiji Mizutani et al. "Clonage thérapeutique chez des souris parkinsoniennes individuelles." Nature Medicine 14, non. 4 (2008) : 379-381.
- Lee, Gabsang, Hyesoo Kim, Yechiel Elkabetz, George Al Shamy, Georgia Panagiotakos, Tiziano Barberi, Viviane Tabar et Lorenz Studer. "Isolation et différenciation dirigée des cellules souches de la crête neurale dérivées de cellules souches embryonnaires humaines." Nature Biotechnology 25, non. 12 (2007).
- Wakayama, Teruhiko, Viviane Tabar, Ivan Rodriguez, Anthony CF Perry, Lorenz Studer et Peter Mombaerts. "Différenciation des lignées de cellules souches embryonnaires générées à partir de cellules somatiques adultes par transfert nucléaire." Sciences 292, non. 5517 (2001): 740-743.
- Studer, L., V. Tabar et RD McKay (1998) La transplantation de précurseurs mésencéphaliques élargis conduit à la récupération chez des rats parkinsoniens. Nature Neuroscience 1:290-295.